# Сушеница клубочковая
Сушеница клубочковая
, или Сушеница клубковая, или Сушеница сибирская (лат. Gnaphalium pilulare) — небольшое однолетнее травянистое растение с разветвлённым опушенным стеблем из рода Сушеница семейства Астровые.

## Название
Научное латинское родовое название Gnaphalium происходит от др.-греч. γνάφαλλον (gnáphallon, «клок шерсти, войлока») + др.-греч. -ιον (-ion, уменьшительный суффикс), указывает на войлочно-шерстистое опушение, характерное для многих видов рода.
Научный латинский видовой эпитет pilulare образован от лат. pila («шар, мяч, катышек, кругляшок») + лат. -ula (предположительно относящийся к лат. pilus («волос») так как мячи, которые использовались в древнеримских играх были набиты волосом), и отражает форму цветоноса в виде клубка из мелких шарообразных соцветий-корзинок.
Русскоязычное родовое название Сушеница встречается в словарях Даля и Анненкова, однако, этимология не раскрывается. Русскоязычный видовой эпитет клубочковая является смысловым переводом латинского.

## Ботаническое описание
Однолетнее травянистое растение.
Стебель (4)12-15(20) см высотой, тонкий, обычно от основания ветвящийся, беловойлочно опушенный только в верхней половине, в остальной части опушенный слабо, у основания, как правило, голый.
Листья продолговато-линейные или линейно-ланцетовидные, 1,5-3,0 см длиной и 2-3 м шириной, остроконечные или приостренные, зеленоватые, негусто опушенные, верхушечные листья значительно превышают соцветия.
Сложное соцветие — клубок из неопределенного числа корзинок: верхушечные из 8-10, боковые из нескольких или (редко) одиночные. Корзинки чашеобразные, 3-4 мм в диаметре и 2-3 мм высотой, на паутинисто-шерстистой ножке около 2 мм длиной.
Обёртка трехрядная, наружные листочки яйцевидные, внутренние ланцетовидные, на вершине туповатые или приостренные, желтовато-коричневатые, едва превышающие цветки. Цветоложе с правильными ячейками.
Обоеполых краевых цветков обычно 6, трубка их венчика желтовато-коричневая, почти цилиндрическая. Пестичные цветки около 80, нитевидные, почти прозрачные, в самой верхней части коричневые и несущие железки.
Семянки примерно 0,5 мм длиной, прямоугольно-цилиндрические, с выраженными гранями, с довольно длинным присосковидным основанием. Хохолок из небольшого числа (6-8) тонких частозубчатых, очень легко отдельно опадающих волосков.

## Распространение и экология
Произрастает на песчаных берегах рек, на сыроватых местах, на лугах и у дорог.
Природный ареал включает Финляндию, Норвегию, Японию, на территории России встречается на Дальнем Востоке, в Западной и Восточной Сибири, по всей Европейской части, включая Ленинградскую область.

## Классификация

### Таксономия[10]
Gnaphalium pilulare Wahlenb., 1812, Fl. Lapp. : 205
Вид Сушеница клубочковая относится к роду Сушеница семейства Астровые (Asteraceae) порядка Астроцветные (Asterales). Кладограмма в соответствии с Системой APG IV:
|  |                                      |  |                                   |                                   |                    |  | ещё 10 семейств | ещё 10 семейств |                      |  |  |  | еще 63 подтвержденных и 209 в статусе "непроверенных" видов и инфравидовых таксонов |
|  |                                      |  |                                   |                                   |                    |  | ещё 10 семейств | ещё 10 семейств |                      |  |  |  | еще 63 подтвержденных и 209 в статусе "непроверенных" видов и инфравидовых таксонов |
|  |                                      |  |                                   | порядок Астроцветные              |                    |  |                 |                 | род Сушеница         |  |  |  |                                                                                     |
|  |                                      |  |                                   | порядок Астроцветные              |                    |  |                 |                 | род Сушеница         |  |  |  |                                                                                     |
|  | отдел Цветковые, или Покрытосеменные |  |                                   |                                   | семейство Астровые |  |                 |                 | Сушеница клубочковая |  |  |  |                                                                                     |
|  | отдел Цветковые, или Покрытосеменные |  |                                   |                                   | семейство Астровые |  |                 |                 |                      |  |  |  |                                                                                     |
|  |                                      |  | ещё 63 порядка цветковых растений | ещё 63 порядка цветковых растений |                    |  |                 | ещё 1804 рода   | ещё 1804 рода        |  |  |  |                                                                                     |
|  |                                      |  |                                   | ещё 63 порядка цветковых растений |                    |  |                 |                 | ещё 1804 рода        |  |  |  |                                                                                     |

## Синонимы
- Filaginella pilularis (Wahlenb.) Tzvelev
- Filaginella uliginosa subsp. sibirica (Kirp.) Holub
- Gnaphalium sibiricum Kirp. & Kuprian. ex Kirp.
- Gnaphalium uliginosum subsp. pilulare (Wahlenb.) Nyman
- Gnaphalium uliginosum var. pilulare (Wahlenb.) Wahlenb.